# Baumstriezel

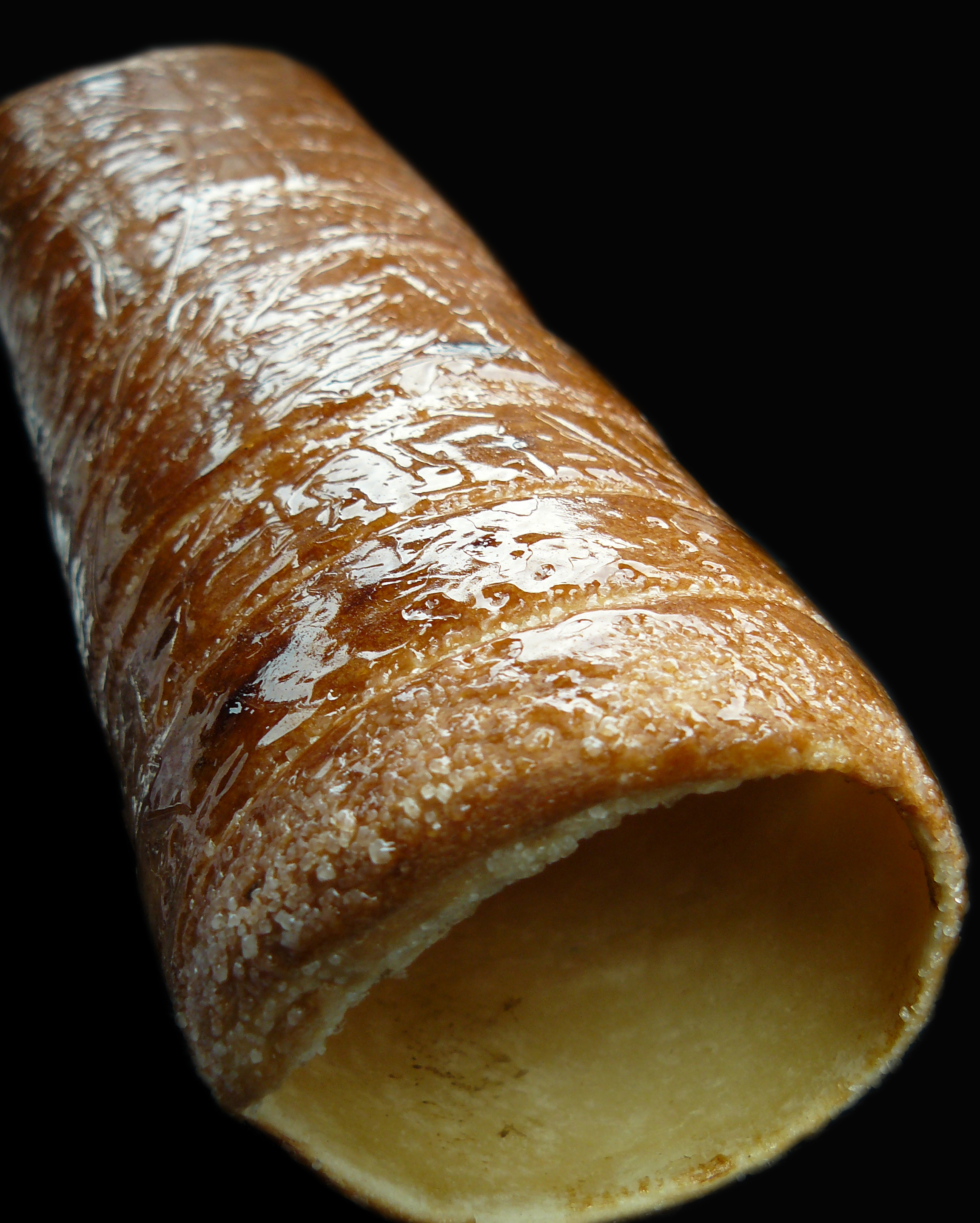
Baumstriezel

Der Baumstriezel (ungarisch Kürtőskalács („Schornsteinkuchen“), rumänisch Colac secuiesc oder Cozonac secuiesc, wobei sich das Adjektiv secuiesc auf die Bevölkerungsgruppe der Szekler bezieht) ist ein aus Hefeteig über (meistens) offener Feuerstelle gebackener Kuchen mit Ursprung im südöstlichen Siebenbürgen.
Wegen seiner ähnlichen Form mit dem Baumkuchen wird der Baumstriezel (oder Baumstrizel) meist nur irreführend Baumkuchen oder auch Prügelkrapfen genannt. Ähnliche Gebäcke sind der slowakische Trdelník sowie der schwedische Spettekaka, die beide – im Gegensatz zum Baumstriezel – als Herkunftsbezeichnung geschützt sind.

## Herstellung

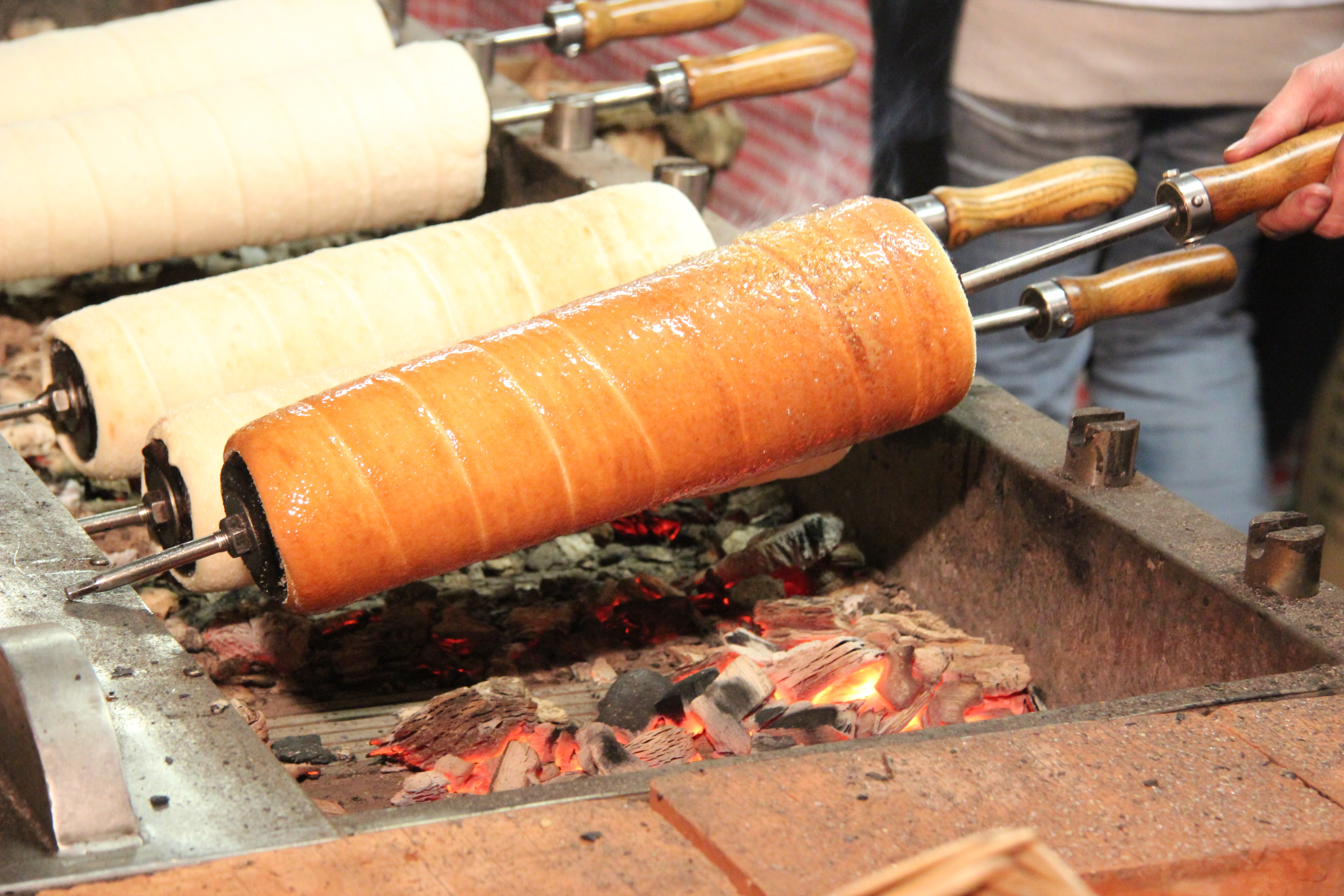
Baumstriezel über Feuerstelle

Die Zutaten für Baumstriezel sind Mehl, Hefe, Zucker, Eier, Milch, Butter, Salz und je nach Wunsch Mandeln, Nüsse oder Mohn, die nach dem Backen auf die noch klebrige Karamellschicht aufgebracht werden. In unterschiedlichen Rezepten des Hefeteigs werden zum Beispiel, bei 1 kg Mehl, 20 g Hefe, 180 g Zucker und zum gleichen Teil Butter, 3 Eidotter, 1 Ei, 1 Kaffeelöffel Salz, 5–6 dl Milch benötigt. Nach etwa 25 Minuten Kneten und langsamem Einrühren der Butter in den Teig lässt man diesen etwa eine halbe Stunde aufgehen. Des Weiteren werden für die Karamellschicht 250 g Kristallzucker, 150 g Mandeln oder Nüsse benötigt. Nach dem Aufrollen der Teigstreifen auf die vorgewärmten Holzrollen, werden diese mit geschmolzener Butter eingestrichen, dann im Zucker gerollt und bei klebriger Karamellschicht nach dem Backen auf Wunsch mit den geriebenen Nüssen oder Mandeln bestreut.
Die „Hölzer“ sind meistens aus Ahornholz, da dies nicht allzu schwer, aber elastisch und hart ist, wodurch dem Holz eine glatte Oberfläche gegeben werden kann. Die Hölzer sind auf der entgegengesetzten Seite des Handgriffs leicht konisch, so dass der fertig gebackene Baumstriezel von seiner Backform leichter entfernt werden kann.
Der nur wenig aufgegangene Teig wird ausgewalkt und in Streifen spiralförmig um die vorgeschmierten Formen gewickelt, so dass die Teigenden am Rande aufeinanderliegen. Die Teigstreifen sollen möglichst dünn sein (ca. 2–3 mm), da der Baumstriezel sonst innen ungebacken und schwer verdaulich ist. Man drückt sie ganz leicht zusammen, damit der Baumstriezel sich nach dem Backen nicht in Streifen auflöst. Der Baumstriezel wird mit flüssiger Butter bestrichen und in Kristallzucker gerollt. Während des Backens wird die Backform ständig gedreht und auch immer wieder mit flüssiger Butter bestrichen. Früher noch mit Hand über/neben einer Feuer- oder Glutstelle gedreht, wird der Baumstriezel heute in verschiedenen Varianten von Feuerstellen oder Elektroöfen gebacken. Wenn der Baumstriezel glasig (wegen des karamellisierten Zuckers) und goldbraun ist, ist dieser fertig gebacken und kann durch ein leichtes Aufschlagen der Form von dieser entfernt werden. Nach dem Backen, solange die Karamellschicht noch nicht erstarrt ist, kann der Baumstriezel in weitere Zutaten wie Zimt-Zucker, Nüssen, Mohn, Kokos gerollt werden.

## Geschichte
Die Geschichte des Baumstriezels ist wenig erforscht und beschränkt sich auf wenige Informationen. Der Ursprung dieses Rohrkuchens liegt im Burzenland und dem südlichen Szeklerland in Siebenbürgen. Da die Geschichte des Baumstriezels nicht eindeutig ist, wird er sowohl von den Siebenbürger Sachsen als auch von den Szeklern als deren traditionelles Gebäck betrachtet. Der Baumstriezel war das Gebäck für Familienfeste wie Taufen, Hochzeiten, Konfirmationen und andere Feste, wo man die Herstellung nicht scheute, um dieses Gebäck auch frisch zu genießen. Der in Ungarn inzwischen weit verbreitete Kürtőskalács ist in den meisten Fällen kleiner als der in Siebenbürgen.
2013 gründete der siebenbürgisch-ungarische Biophysiker Peter Hantz die Internationale Kürtőskalács Handelsgesellschaft und erstellte eine Dokumentation zur Registrierung des Kürtőskalács als garantiert traditionelle Spezialität.
Inzwischen sind Baumstriezelstände auch auf deutschen Weihnachtsmärkten und Festivals vorzufinden.